# Megamelus persephone
Megamelus persephone är en insektsart som beskrevs av George Willis Kirkaldy 1907. Megamelus persephone ingår i släktet Megamelus och familjen sporrstritar. Inga underarter finns listade i Catalogue of Life.